# Große Moschee von Tirana

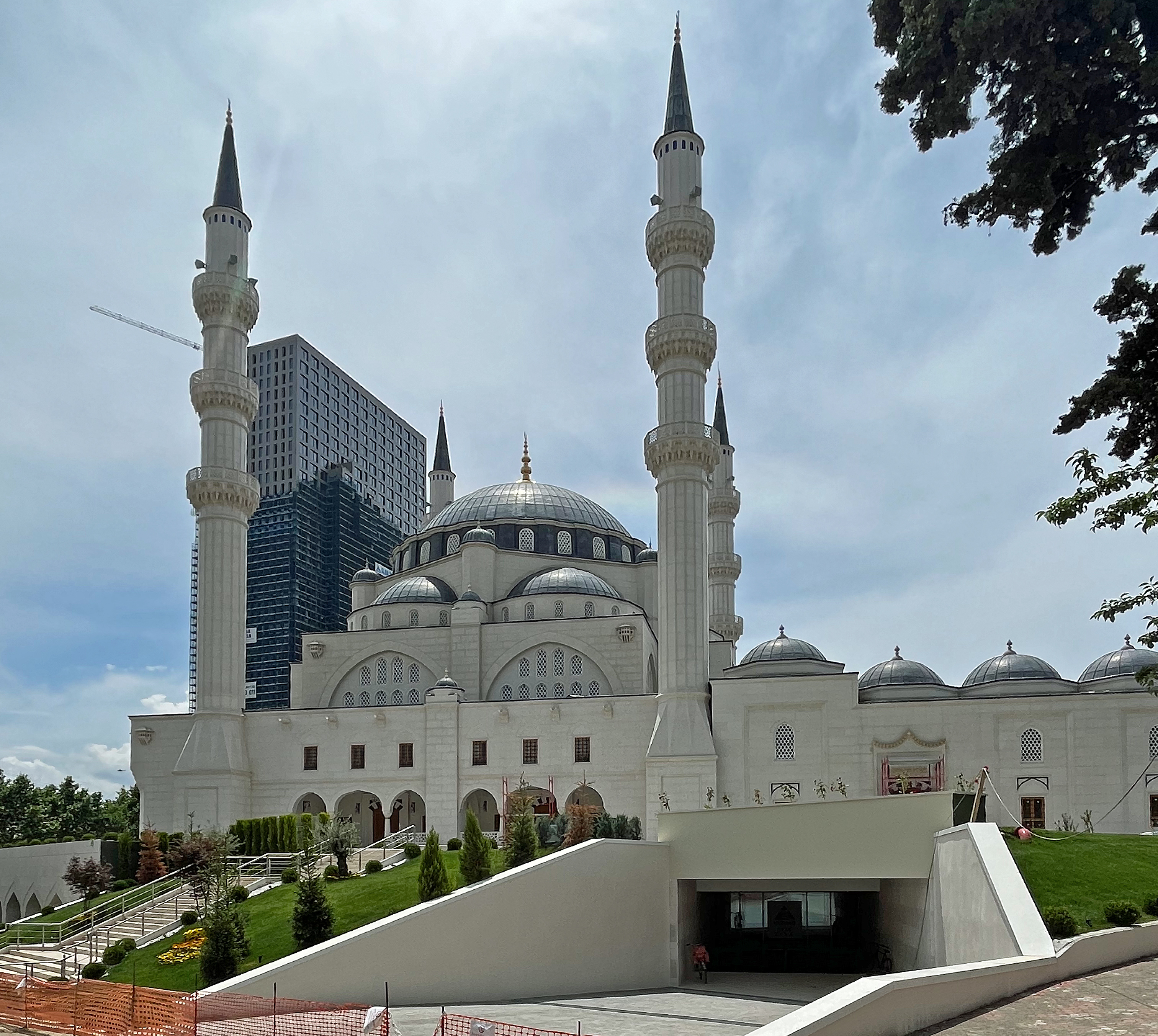
Die Moschee im Juni 2022 nach mehrheitlich abgeschlossenen Bauarbeiten

Die Große Moschee von Tirana (albanisch Xhamia e Madhe e Tiranës) oder Namazgja-Moschee (Xhamia e Namazgjasë) ist eine Moschee in Tirana, der Hauptstadt Albaniens. Sie gilt als größte Moschee des Balkans und bietet rund 4500 oder sogar 5000 Gläubigen Platz. Errichtet wurde der Bau auf dem ehemaligen Namazgja-Platz, einem zuvor ungenutzten Park zwischen dem Parlament und dem Fluss Lana.

## Vorgeschichte
Seitdem Tirana 1920 zur Hauptstadt wurde, gibt es Pläne für den Bau einer Zentralmoschee für die muslimische Mehrheit Tiranas und Albaniens. Der alte offene Gebetsplatz (Namazgja) wurde um 1930 mit den folgenden Worten beschrieben:

„die von hohen, uralten, düsteren Zypressen umschlossene Kultstätte Namàsgjah, auf deren grünem Rasen die Muselmänner sich an hohen Festtagen zum gemeinsamen Gebet versammel.“

Mit der Realisierung des Projektes wurde erst 1993 begonnen – nach dem Fall der kommunistischen Diktatur, während der Enver Hoxha die Sozialistische Volksrepublik Albanien 1967 zum „ersten atheistischen Staat der Welt“ erklärt hatte und viele Gotteshäuser im Land zerstören ließ. 1992 wurde neben dem Parlament ein Grundstein auf Albanisch und Arabisch gelegt. Allerdings wurde der Bau durch den damaligen römisch-katholischen Parlamentspräsidenten Pjetër Arbnori (geboren Filip Toma) verhindert. Im Zentrum Tiranas wurden in den 1990er Jahren eine römisch-katholische Kathedrale und im darauffolgenden Jahrzehnt eine albanisch-orthodoxe Kathedrale gebaut.
So verfügte Tirana trotz großer Gläubigerzahlen lange über keine große Zentralmoschee. Die Alte Moschee von Tirana war 1944 zerstört worden. Die kleine Et’hem-Bey-Moschee aus dem späten 18. Jahrhundert am Skanderbeg-Platz, dem Hauptplatz, bietet nur Platz für 60 Gläubige. Den Gläubigen stehen nur kleinere, dezentrale Moscheen zur Verfügung. Die zuvor größte Moschee Albaniens war die Bejtyl-Evel-Moschee der Ahmadiyya am Stadtrand, die größte des Balkans die König-Fahd-Moschee in der bosnisch-herzegowinischen Hauptstadt Sarajevo.
Für Gebete während der beiden wichtigsten islamischen Feiertage – dem Opferfest und dem Fest des Fastenbrechens – wurden meist Plätze und Straßen wie der Boulevard Dëshmorët e Kombit genutzt. Regen führte dabei zu Problemen. Muslimische Verbände beklagen eine Diskriminierung der Mehrheit: Während Kirchenbauten vollendet wurden, blieb der Bau einer Zentralmoschee immer wieder ein leeres Versprechen der jeweiligen Regierungen.
Ein Projekt für eine Zentralmoschee hinter dem Kulturpalast wurde aufgrund von Streitigkeiten um die Neugestaltung der Innenstadt von Tirana zwischen den beiden größten Parteien – der Demokratischen Partei und der Sozialistischen Partei – nie realisiert. Das Projekt hätte einen sehr modernen Moscheebau und ein „Museum der religiösen Harmonie“ eines dänischen Architekturbüros vorgesehen.

## Realisierung
21 Jahre nach der ersten Grundsteinlegung wurde im April 2013 – am Geburtstag des Propheten Mohammed – durch die Regierung, die Stadtverwaltung Tirana und die Muslimische Gemeinschaft eine Vereinbarung zum Bau einer neuen Moschee unterzeichnet. Bei dieser zweiten Grundsteinlegung zugegen waren Selim Muça, der damalige Vorsitzende der Muslimischen Gemeinschaft, der damalige Ministerpräsident Sali Berisha (PD) und der damalige Bürgermeister Lulzim Basha (PD).
Im Oktober 2014 erteilte das damalige erste Regierungskabinett von Edi Rama die nötige Baubewilligung. Der stellvertretende Ministerpräsident Niko Peleshi (PS) begründete den Bau auch mit der Schaffung von Arbeitsplätzen.

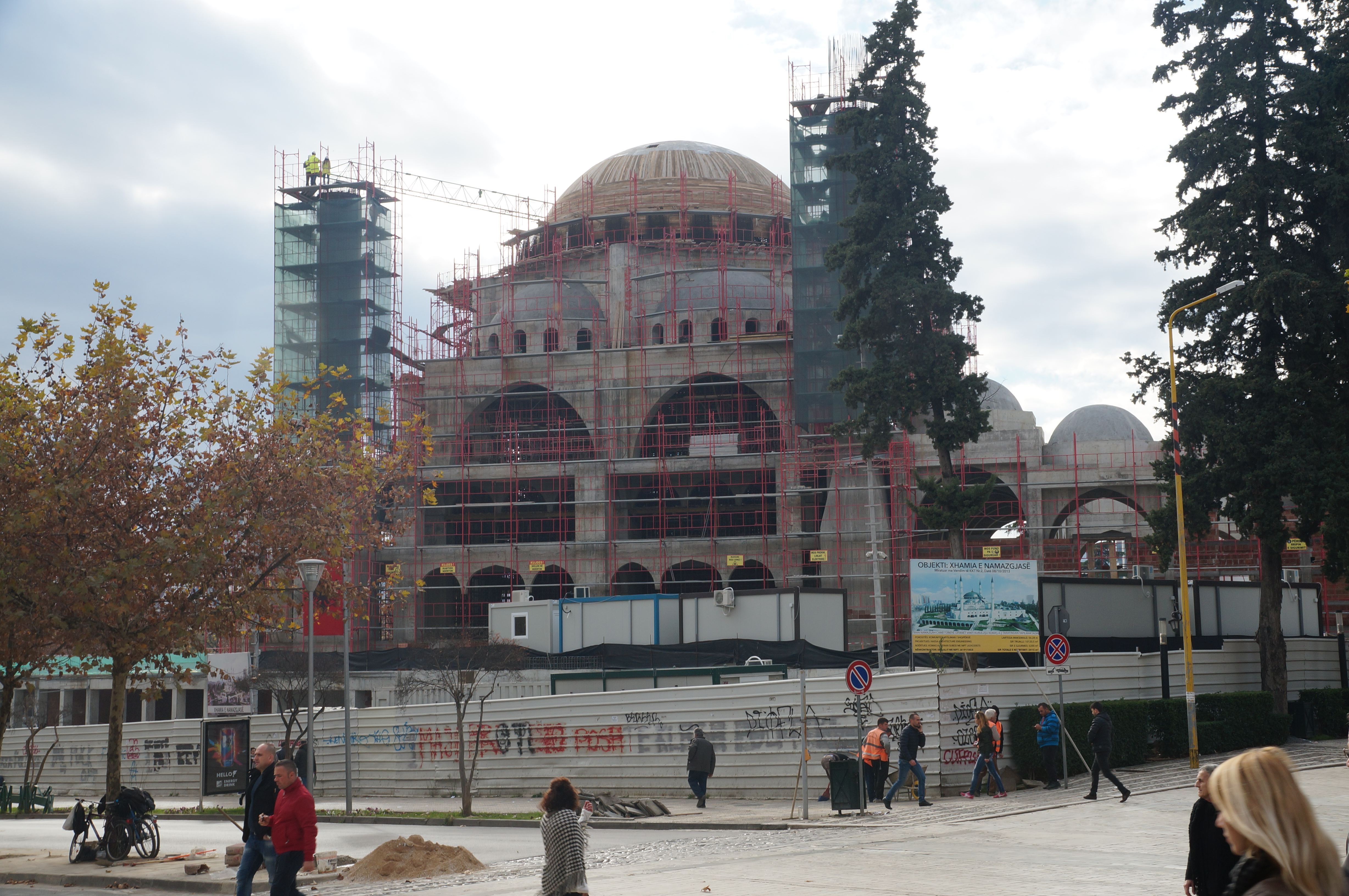
Baufortschritt im Dezember 2016

Obwohl die Bauarbeiten im Januar 2015 beginnen sollten, fand die Grundsteinlegung erst am 13. Mai 2015 in Anwesenheit des damaligen albanischen Präsidenten Bujar Nishani, des türkischen Amtskollegen Recep Tayyip Erdoğan und dessen Frau Emine Erdoğan statt. Die Moschee sollte innerhalb von drei Jahren bis 2018 vollendet sein. Die Arbeiten verzögerten sich wiederholt. Mitunter gab es Probleme mit der Finanzierung des 35 Millionen Euro teuren Bauwerks, und im Frühjahr 2020 mussten die Arbeiten beispielsweise wegen der COVID-19-Pandemie gestoppt werden. Getragen wird der Bau von der Muslimischen Gemeinschaft Albaniens mit finanzieller Unterstützung durch die türkische Stiftung für Religionsangelegenheiten (das von Mehmet Görmez, dem Vorsitzenden des Präsidiums für Religionsangelegenheiten geleitet wurde). Niko Peleshi erklärte, dass auch die albanische Regierung einen Teil mittragen werde.
Realisiert wurde ein Kuppelbau im klassisch-osmanischen Stil mit vier 50 Meter hohen Minaretten und zwei Gebetsräumen für 2000 und 2500 Gläubige. Die Kuppel ist rund 30 Meter hoch. Die Moschee umfasst eine Fläche von nicht ganz 10.000 Quadratmetern. Ein Konferenzraum für 332 Personen, eine Bibliothek, ein Ausstellungsraum, ein Restaurant, ein Raum zum Stillen für Mütter, ein Behindertenaufzug, Arbeitsräume und zehn Klassenzimmer für Koranstudien sind Teil der Anlage.

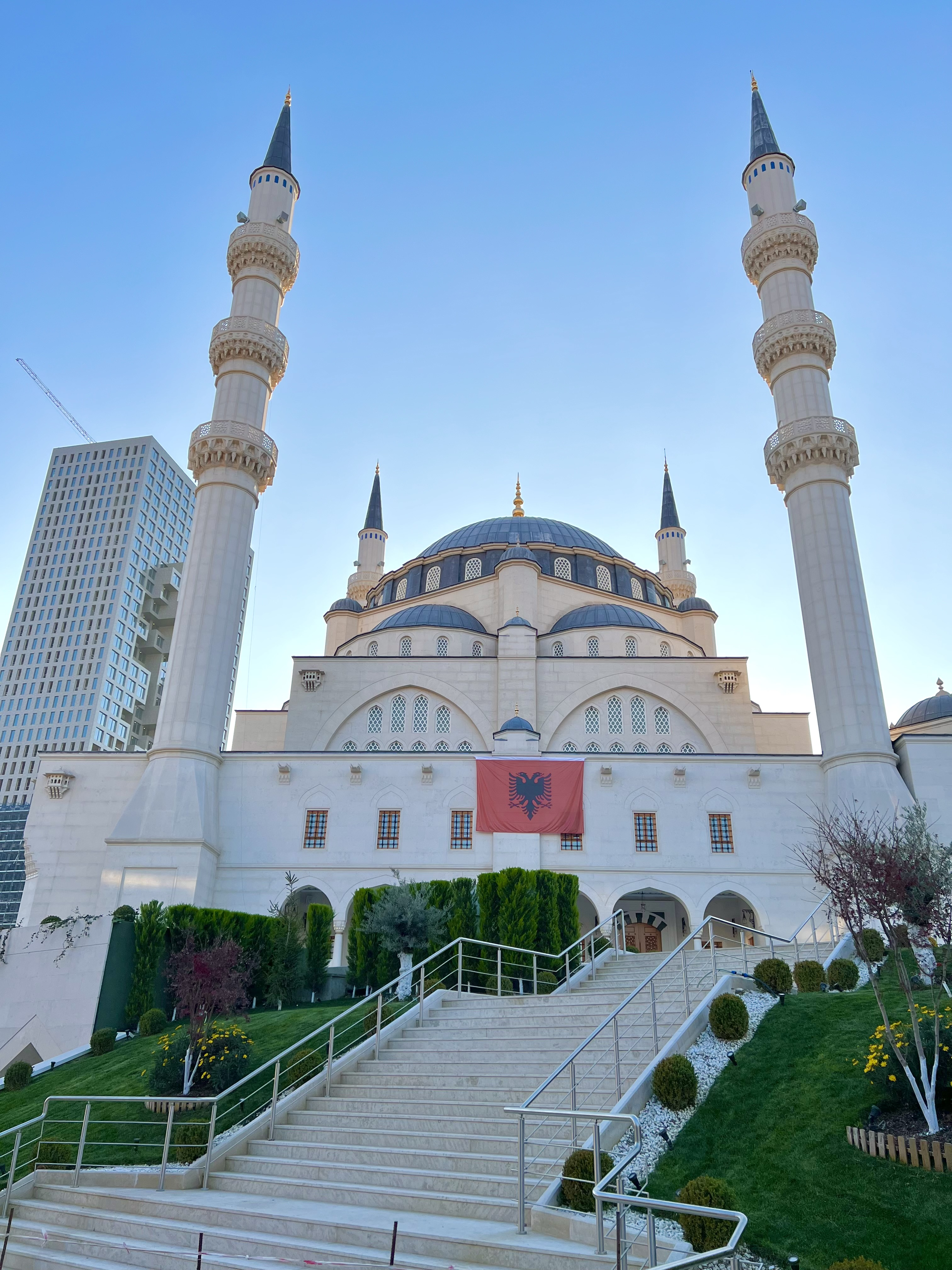
Die Mosche im Januar 2023

Nach langen Verzögerungen wurde die Moschee am 10. Oktober 2024, in Anwesenheit des albanischen Ministerpräsidenten Edi Rama und erneut von Erdoğan, eröffnet. Die jahrelange Verzögerung wird mit Konflikten zwischen Erdoğan und den albanischen Muslimen erklärt. Die Muslimische Gemeinschaft Albaniens steht nach dem türkischen Präsidenten der Gülen-Bewegung zu nahe, die ihm verhasst ist. Die Türken wollen deshalb jetzt die Moschee selber verwalten, was den albanischen Muslimen nicht gefällt. Insbesondere die Ernennung des Imams durch die Türken birgt die Gefahr einer ideologischen Einflussnahme und ist rechtlich auch nicht erlaubt.

„Aber dieses Geschenk könnte sich als ein Trojanisches Pferd entpuppen und der türkischen Regierung langfristig viel Macht und Einfluss in dem kleinen Balkanland bringen.“

## Museum des Zusammenlebens
Ein wichtiger Nebenbau ist das zweistöckige „Museum des Zusammenlebens“, das die religiöse Koexistenz verschiedener Religionen zum Thema hat, was gemäß dem damaligen stellvertretenden Ministerpräsidenten Niko Peleshi ein „nationaler Wert“ sei. Da das Museum auf demselben Grundstück geplant war, waren notwendige Beschlüsse hierzu Voraussetzung für den Bau der Moschee. In den Plänen hatte es das Aussehen eines traditionellen osmanischen Fachwerkhauses (Konak).